# 94884 Takuya
94884 Takuya este o planetă minoră (asteroid) din centura de asteroizi. A fost descoperită pe 14 decembrie 2001 la Observatorul Regal al Belgiei⁠(d) de Henri M.J. Boffin⁠(d). 
Obiectul prezintă o orbită caracterizată de o semiaxă mare de 2,3505444511442 UAi, o excentricitate de 0,05, o înclinație de 3,3 ° în raport cu ecliptica.